# New Hope (Oregon)
New Hope – jednostka osadnicza w Stanach Zjednoczonych, w stanie Oregon, w hrabstwie Josephine.